# Stopkraan

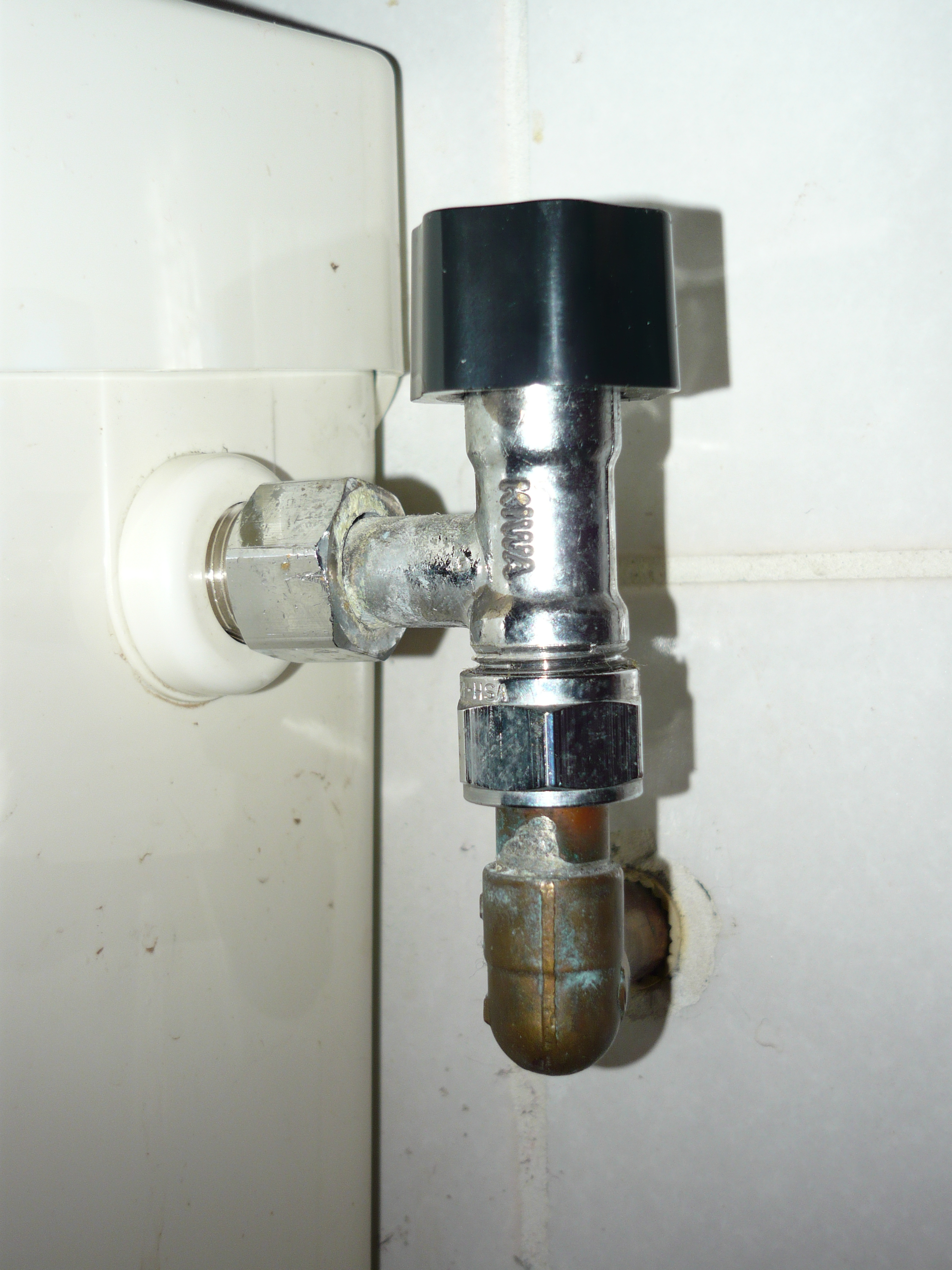
Stopkraan voor de stortbak van een wc.

Een stopkraan is een kraan in een waterleidingtoevoer om de waterdoorlaat in deze leiding af te kunnen sluiten.
Dit kan nodig zijn om bijvoorbeeld (herstel)werkzaamheden aan leidingen, leidingdelen en toestellen te kunnen verrichten zonder dat het hele stelsel leeg hoeft te lopen.

## Soorten
Voor huis- tuin- en keukengebruik zijn er drie typen:
- De stopkraan waarvan het bovendeel schuin geplaatst is ten opzichte van de leiding. Dit is het meest gangbare type. De stromingsrichting van het water is doorgaans met een pijl op het kraanhuis aangegeven. Wat de aansluitingen betreft, ze kunnen voorzien zijn  van soldeereinden, knel- en schroefkoppelingen of combinaties daarvan. Op sommige typen kan een aftapkraan worden gemonteerd.

- De stopkraan waarvan het bovendeel haaks ten opzichte van de leiding staat, deze zit vaak in oudere installaties en wordt vaak nog gebruikt voor leidingen met een buitendiameter groter dan 35 millimeter.

- Een afwijkend model is de haakse stopkraan ('hoekstopkraan') hierin verandert de waterstroom 90° van richting. Deze kraan dient vaak als afsluiter bij stortbakken. De ene kant is voorzien van een soldeereinde of knelkoppeling welke past op een 12 millimeter pijp, de andere kant van een wartelmoer die past op het draadeinde van de stortbak-vlotterkraan.

Een stopkraan kan vast komen te zitten omdat deze vaak in normale omstandigheden weinig tot nooit wordt gebruikt. Dit is te voorkomen door de kraan een paar keer per jaar enkele malen dicht en open te draaien. 